# Los Picapiedra (videojuego)
The Flintstones es un videojuego creado por Taito Corporation para la consola Mega Drive. 

## Sinopsis
El jugador controla a Pedro Picapiedra para hacer favores a sus amigos. El juego se compone de 6 niveles, y todos menos el nivel 3 incluyen jefe. En el modo de dificultad fácil, solo se juegan los 4 primeros niveles. Para completar el juego con sus 6 niveles se ha de hacer, al menos, en el modo de dificultad normal. 
Nivel 1 (Leaf rock)
Objetivo: Recuperar el collar de perlas de vilma.
Este nivel se sitúa en el poblado de los Picapiedra con un fondo de cielo azul y montañas. El jefe de nivel es un lagarto con una máquina que le permite introducirse en la tierra para evitar los ataques de Pedro Picapiedra.

Nivel 2 (Swimming Pool)
Objetivo: Recuperar el anzuelo de pescar de Pablo Mármol.
Este nivel es submarino, pudiendo Pedro Picapiedra nadar mientras salta y avanzar más rápidamente. El jefe de nivel es una especie de dragón que lanza ostras y remolinos.

Nivel 3 (Desert drive)
Objetivo: Buscar a Pebbles
En este nivel Pedro Picapiedra utiliza el Troncomovil, mientras recorre un desierto lleno de cactus y zonas de arenas movedizas. El nivel acaba cuando se encuentra a Pebbles gateando al final del desierto. No hay jefe de nivel

Nivel 4 (Dino Express)
Objetivo: Recuperar el lazo del pelo de Betty
En este nivel hay que recorrer un tren desde la parte trasera hasta la parte delantera. La dificultad es que el tren está en movimiento, atraviesa túneles con un techo de poca altura y en ocasiones los vagones se sueltan. El jefe es un gran pájaro que lanza plumas y atraviesa la pantalla de un lado a otro a gran velocidad.

Nivel 5 (Fire rock)
Objetivo: Recuperar la porra de Bam-Bam
Este es, seguramente, el nivel más complicado del juego. En las inmediaciones de un volcán con una tormenta de por medio, la lava y los rayos son el mayor de los problemas. El jefe de nivel es un pequeño dragón que escupe fuego de forma insistente y variada.

Nivel 6 (Hard rock)
Objetivo: Recuperar un huevo misterioso que estaba en casa de los picapiedra
El nivel transcurre bajo tierra, con techos llenos de pinchos y zonas de poca seguridad. El jefe de nivel es una bruja que lanza hechizos y se teletransporta. Para derrotarla, ha de ser golpeada 30 veces.